# 日本同性恋史

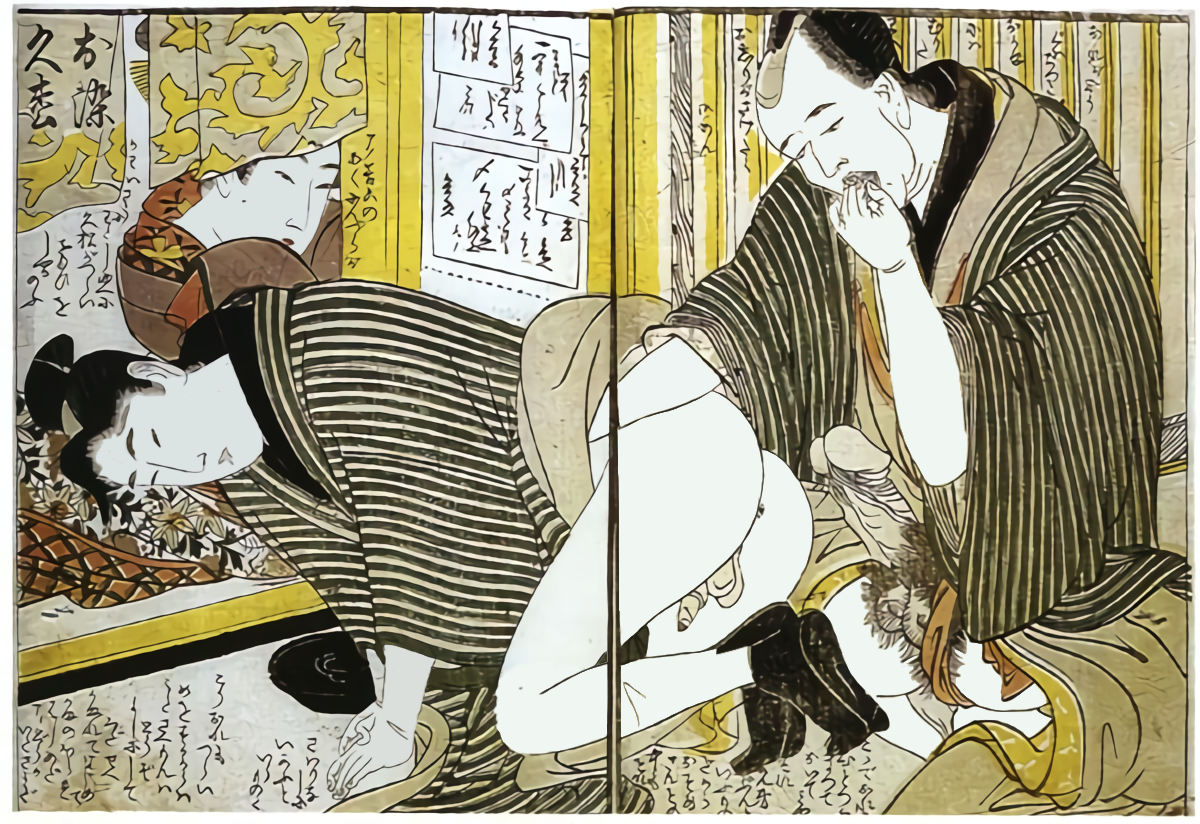
Client Lubricating a Prostitute
作者：喜多川歌麿。18世纪作品。
由F. M. Bertholet提供。

日本同性恋史最早的记录可以追溯到日本的王朝时代。在日本，男同性恋曾经被称之为“男色”。江户时代以后，在日本的武士社会里，男同性恋又被称之为“众道”和“若众道”。而在歌舞伎族群里，则会用“阴间”在口头上进行称呼。关于日本历史上女同性恋的记录尚不明确，但相信自江户时代以来就有此类风俗。和欧美历史上对同性恋者的态度不同，日本历史上对于同性恋是相对宽容的。

## 概况
日本有关男同性恋及男性同性性行为的记载可以追溯到日本的远古时代。在明治时代以前，日本的法律并不禁止同性恋，因而在某些场合和时期，男性同性性行为几乎是公开的。日本的寺院在很长一段时间是禁止女性的，因而对于寺院的僧侣来说，异性性行为自然也是禁止的。而与之相反的是，并没有任何规定禁止同性性行为。于是古代日本僧侣会利用同性性行为来取代异性性行为，将同性视为自己的性交对象。这些情况和境遇性同性恋是相似的，都是因为找不到异性而不得找同性来发生性关系。除此之外，那些和拥有女性外貌的美少年女形或伪娘发生同性性行为的，往往也被认为是具有异性恋背景。
1872年，日本根据西方的基督教文化制定法律，认定同性之间的肛交行为是非法的。1880年，日本旧刑法被废除，该罪名被撤销。

## 发展历史

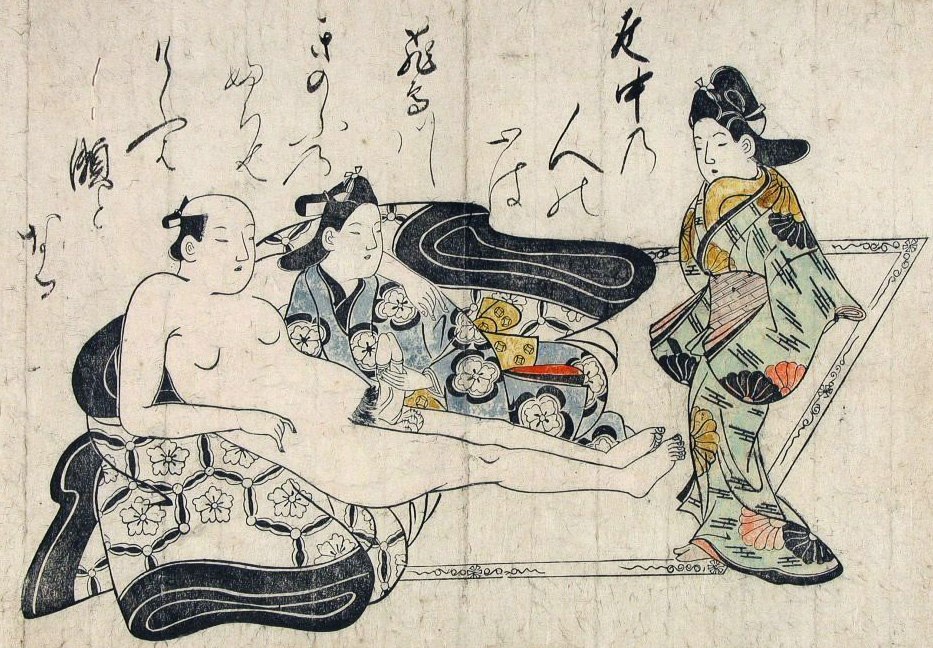
一副描绘日本若众侧卧在一个与另外人物交通的春宫浮世绘。作者为菱川师宣。水墨日本纸。私人收藏。

“男色（なんしょく）”这个词语在汉语中也有同样的文字，而且含义与日本差不多。“色”这个字在日本语和汉语中都有“性快感”的含义。这个词语在日本已经被广泛用于同性恋社群及文化中。而“众道”这个用法则多见于日本古典文化。塔夫茨大学的历史学教授加里·路易普（Gary Leupp）认为，古代日本是从中国文化中学会了同性性行为，正如日本的汉字一样，同性恋也融入到日本的文化与社会中。
透过一些无名作家的记载，同性恋的确存在日本的古代典籍中。但是这些有关的描写都是极其细微暧昧的，以至于有人认为这只是一种同性间良好友谊的表现。不过越到后期，相关的记载也就越多，特别是在平安时代，这种记载得到了进一步的增加。到了11世纪左右，有关这样的记载出现在日本各地的文献中。
藤原赖长这位日本平安时代真正存在的历史人物在他的日记里就记载了不少当时同性性行为的故事，甚至其中包含了与天皇之间的暧昧关系。

### 古代社会

#### 王朝时代
日本最早有关于同性恋的记载见于《日本书纪》中神功皇后篇。
适是时也，昼暗如夜，已经多日。
时人曰：「常夜行之也。」
皇后问纪直祖丰耳曰：「是怪由矣？」
时有一老父曰：「传闻：『如是怪谓阿豆那比之罪也。』」
问：「何谓也？」
对曰：「二社祝者，共合葬欤。」
因以令推问巷里，有一人曰：「小竹祝与天野祝，共为善友，小竹祝逢病而死之。天野祝血泣曰：『吾也生为交友，何死之无宜同穴乎！』则伏尸侧而自死，仍合葬焉。盖是之乎。」
乃开墓视之，实也。故更改棺衬，各异处以埋之。则日晖炳爃，日夜有别。
根据日本的传统说法，所谓的“阿豆那比”就是同性恋的讳称。因而这就成了日本有关同性恋的最古老记载。 而根据《续日本纪》的记载，天武天皇之孙道祖王，由于在圣武天皇的丧礼期间与自己的侍童鸡奸而被废除了太子之位。

#### 奈良·平安时代：寺院内的男色萌芽
随着佛教在奈良时代和平安时代的流行，寺院内的同性恋也在这个时期悄然兴起。在奈良时代，贵族子弟需要进入寺院内修行一段时间之后才能还俗继承家族财产的行为成为当时社会认可的一条规则。寺院内僧侣的同性恋对象就是这些进入寺庙内修行的少年（被称之为“稚儿”）。在当时，这种带发进入寺庙修行的少年被称为寺稚儿、垂发或渴食等等。这种对稚儿的宠儿自奈良时代开始就在日本佛教中大行其道。在天台宗的习俗里，僧侣与稚儿的初夜之前要进行一个名为“稚儿灌顶”的仪式，这在稻垣足穗的《少年爱之美学》中有详细记载。被灌顶的稚儿会成为观音菩萨的化身，而僧侣则被允许与灌顶的稚儿发生性关系。有关寺庙内的同性恋行为、奈良时代的同性恋萌芽及稚儿灌顶等内容均被记录在《弘儿圣教秘传》中，而其中大部分内容可以在京都醍醐寺所收藏的“稚儿之草纸绘卷”（镰仓末期元享元年作品）中看到。
虽然奈良时代没有明显的同性恋行为被记载，但是相信《万叶集》中由大伴家持撰写的部分和歌是表达他对某位男子的思念。

#### 平安末期·镰仓时代：贵族间的男色蔓延
平安时代末期，同性恋已经蔓延到了贵族社会。根据藤原赖长的日记《台记》中就有数例贵族间的同性恋案例。在源义经（平安末期到镰仓初期）与武藏坊辨慶及佐藤继信、佐藤忠信兄弟间的主仆关系中也可以窥得一点同性恋的暧昧。北畠亲房（镰仓时代末期到南北朝时代）在其著作《神皇正统记》里就记录同性恋在贵族中的流行，并留下了相关证据。
推定成书于14世纪（镰仓时代末期到室町时代初期）的《稚儿观音缘起》中就记载了稚儿与僧侣们的同性性关系。

#### 室町时代：武士间的男色流行
虽然同性恋文化在平安时代末期武士间就有萌芽，但一直到室町时代才成为武士间的流行文化，这种关系被结合到武士道中的主仆价值观里。这种武士之间的同性性关系被称之为“众道”。
室町幕府的第三任将军足利义满与能乐舞者世阿弥有着暧昧关系，他宠爱着少年时代的世阿弥。据说两人的同性爱关系促使了世阿弥的艺术天赋，同时对能乐舞蹈的发展起了积极的促进作用。而第六任将军足利义教与武士赤松贞村的恋爱，让赤松贞村获得了不少土地。这引来了他同族赤松满佑的不满，想借机暗杀足利义教结果却被讨伐而战败被杀。 第八任将军足利义政甚至让他宠爱的侍童有马持家和乌丸资任来处理政事。上行下效之下，同性爱渐渐成为当时日本武士间的风雅之事而流行起来。

## 相关文献
- （ 着，伏见宪明 监修，玉野真路、冈田太郎 译，劲草书房 出版，2002年发行） ISBN 4326601507
- （伊藤悟，历史出版社，1996年）
- （伊藤悟，明石书店，1998年）
- （伊藤悟，明石书店，2000年）
- （伊藤悟，绿风出版社，2003年）
- （七森书馆，1998年）
- （渡边信一郎，新潮社）
- （砂川秀树、RYOJI、太郎次郎社エディタス、2007年）
- （石丸径一郎、ミネルヴァ书房、2008年）
- （伏见宪明、ポット出版、2003年）
- （铃木あかね、渋谷阳一、ロッキング・オン、1999年）
- （石川大我、讲谈社、2002年）
- （矢岛正见、中央大学出版部、2006年）
- （セクシュアルマイノリティ教职员ネットワーク、明石书店、2006年）
- （及川健二、长崎出版、2006年）
- （池田久美子、かもがわ出版、1999年）
-  (森谷公俊、講談社、2007年)
- (藤井ひろみ他编、メディカ出版、2007年)
- (NHK「ハートをつなごう」制作班编、太田出版、2010年)